# Acordulecera dashielli
Acordulecera dashielli – gatunek błonkówki z rodziny Pergidae.

## Taksonomia
Gatunek ten został opisany w 2003 roku przez Davida Smitha. Holotyp (samica) został odłowiony w Area de Conservación Guanacaste w Kostaryce. 

## Zasięg występowania
Ameryka Środkowa, znany jedynie z Kostaryki.

## Biologia i ekologia
Rośliną żywicielską jest drzewo Arrabidaea patellifera z rodziny bignoniowatych